# 修文县
修文县是中华人民共和国贵州省贵阳市下属的一个县。面积1076平方公里，2002年人口29万。邮政编码550200，县政府驻龙场镇。2019年人口36.3万。2018年7月12日，修文县召开撤县设区工作专题会，正式启动撤县设区工作。

## 行政区划
修文县下辖5个街道办事处、6个镇、1个民族乡：
龙场街道、阳明洞街道、景阳街道、扎佐街道、久长街道、六广镇、六屯镇、洒坪镇、六桶镇、谷堡镇、小箐镇和大石布依族乡。

## 交通
- 354国道过境。

## 歷史
民國《修文縣誌》：“修文本乎敷勇，敷勇衍乎龍場，龍場之闡乎人文也。”古稱龍場，在明初屬水西轄地。明洪武十九年（1386年），貴州宣慰使奢香承詔廣開龍場九驛，龍場為首驛。崇禎九年（1628年）建龍場大城一座，奉明廷旨題名敷勇，三年建敷勇衛，始為衛城。清康熙二十六年（1687年），裁敷勇衛改修文縣，改衛城為縣城，龍場屬至孝裏一甲，民國四年（1915年）為中南區一保，21年置龍岡、陽明二鎮。27年為龍場聯保，30年建龍場鎮，1953年改龍場鎮為城關鎮，1999年復改為龍場鎮。
明崇禎三年（1630年），朱燮元征服水西安位後，奏請明廷于龍場設敷勇衛，衛領修文（扎佐）、濯靈（六廣）、息烽、于襄（九莊）4個御千戶所，這才有“修文”地名的出現，比扎佐、六廣的名稱還要晚。清康熙二十六年（1687年），改敷勇衛設修文縣，改衛城為縣城，下裁4所，設至孝里（治縣城）、崇義里（治扎佐）、信順里（治六廣）、仁和里（治息烽）。民國三年（1914年），析修文縣為修文、息烽兩縣。明中王阳明曾被贬官至此数年当绎丞，思悟出影响力颇大的阳明哲学，史称龙场悟道。

## 自然条件

### 地形地貌
地处黔中丘陵盆地区，四分之三的地区为中丘陵区，岩溶地貌分布广泛，断层发育充分，地貌形态复杂多样。地势东高西低，较为平缓，西部边缘的六广河、猫跳河沿岸河谷深切。大部分地区在海拔1200～1400米之间，一般高差50～200米。主要山脉有牛项包、老将山、五老山、真武山、木阁菁、高峰山等。最高点位于三角山主峰，海拔1610米；最低点位于六广河出境处，海拔760米，相差850米。

### 气候
属亚热带季风气候，其特点是冬无严寒，夏无酷暑，季风交替明显，降水较多，雨热同期，适宜多种动植物生长繁育。多年平均气温14.1℃，1月平均气温3.5℃，极端最低气温－11.0℃（1977年月9日久长和扯泥堡一带）；7月平均气温22.4℃，极端最高气温35.0℃（1962年8月4日城关镇）。平均气温年较差1.7℃，最大日较差16.9℃（六广滨江地区1984年1月13日，最高18.0℃，最1.1℃）。生长期年平均259（久长扯泥堡）～318（大石大屯）天，无霜期年平均250～300天，最长达307天。最短达192天。年平均日照数1334.6小时，年总辐射370.58千卡/平方厘米。5℃以上持续天数270天（一般为3月8日至12月2日）。年平均降水量1000～1250毫米。年平均降水日数190天。极端年最大雨量1440毫米（1996年），极端年最少雨量800毫米（1966年），降雨主要集中在每年的5～8月，其中6月最多。

### 水文
境内河流属长江流域乌江水系，共有大小河流31条。其中流域面积达20平方千米以上者有13条（县内河流9条），河长在县境共267.6千米，平均河网密度0.3千米/平方千米。过境河流主要有乌江、猫跳河、光洞河和车田河4条，过境总长99.7千米；境内河流主要有修文河、穿山堰河、小桥河、马官河、鱼梁河、葛马河、平寨河、猫洞河和刘家沟河等，总长167.9千米。年平均径流总量5.3亿立方米，丰水年为6.8亿立方米，平水年为5.2亿立方米，枯水年为4.1亿立方米，特枯年为2.9亿立方米。境内最大过境河流为乌江，流经县境段称“六广河”，为修文、黔西和金沙三县界河在县内流经六广镇、大石乡、六桶乡，全长43.7千米。境内最大河流修文河，属乌江二级支流。发源于金桥乡栋青村的孟冲，源头海拔1352米，从东北向西南流经久长和龙场两镇，于龙场镇木厂村河口汇人猫跳河。河口海拔1100米，主河道长34千米，流域面积232.6平方千米，多年平均流量5.4立方米/秒。其支流有马官河、穿山堰河、小桥河、小沙溪河。

### 矿藏及其他自然资源
境内已探明地下矿藏金属矿有铝土、赤铁、汞、镍、银、钼、锆、钛等；非金属矿有煤炭、重晶石、硫铁、磷、耐火黏土、硅沙、石灰石、山砂等。其中铝土矿、煤炭、重晶石、耐火黏土和锦储量丰富。铝土矿主要分布在县境南部的龙场镇、扎佐镇和谷堡乡等乡镇，已探明储量达1亿多吨，属石炭系矿床。其中小山坝储量在2000万吨以上，达大型矿床规模，小山坝九架炉矿点铝矿品质佳，今属302铝厂第一采矿区。另有干坝、长冲、打豆场、乌栗、朱官、上洞、清水塘、五老山8处矿区均是大规模发展铝业的最优选区。煤矿分布面广，各乡镇均有储量，其生产区主要在六广、大石、六桶、酒坪、扎佐、龙场等乡镇。尤以六广镇嘉夸山至洒坪乡枫香桥梁子一带的煤质最佳。煤种有无烟煤和烟煤，发热量在27214焦耳/克-36425焦耳/克之间，可作生活燃煤和工业用煤。全县已明储量为3.5亿吨，其中10个矿点的保有储量总计为1.2亿吨。县境平水年水资源总量为6.6亿立方米。其中地表径流为5.2亿立方米，地下径流10491亿立方米。

### 自然灾害
主要自然灾害有干旱、暴雨、冰雪、倒春寒、秋季绵雨、霜冻和凝冻等。其中常见的是干早、暴雨和冰霍：千早一般是3年一小早，5年一大早，主要发生在3~8月，最严重的一次发生在1990年6月1日~9月22日，出现三段千早持续达101天，总降雨量仅132.9毫米；暴雨成灾一般是3－4年一遇，主要发生在4~11月之间，最严重的一次发生在1996年7月2日－4日，县境遭受百年不遇暴雨袭击，城关、六桶、洒坪、六屯、扎佐、谷堡等乡镇受灾，其中受灾最重的城关镇3日内降水量315.3毫米。7月2日23时至3日11时的11小时降雨量达168.7毫米。全县农作物受灾面积8.6万亩，重灾和绝收占一半。房屋、畜圈、烤房倒塌1635间，13处较大山体滑坡，直接经济损失2267万元。

## 教育
全县有幼儿园共计54所（公办20所，民办34所；其中民办龙场快乐宝贝幼儿园、南方幼儿园无学生）。义务教育阶段学校58所（含教学点），其中，小学40所（民办1所，教学点8个：其中场坝、大塘、宝寨、花榔4所教学点无学生但计校数）、初级中学10所（民办1所，公办9所；其中乌栗中学无学生但计校数）、完全中学3所（民办1所）、九年一贯制学校3所（民办2所，精英知行学校无学生、特殊教育学校1所。高级中学1所、十二年一贯制1所（民办）。中等职业学校2所（民办1所）。
全县在园幼儿14033人，其中公办幼儿园在园人数8270人，民办幼儿园在园人数5763人。义务教育学校在校生43335人（其中小学31426人、初中11782人、特校127人）。高中在校学生5526人（其中公办3598人、民办1928人）。职业学校在校学生人数541人。

## 特产
修文猕猴桃：中国地理标志产品。